# Zollgrenzschutz
Zollgrenzschutz (ZGS) ( (بالألمانية: حرس الحدود الجمركية)‏ كانت منظمة تابعة لوزارة المالية الألمانية 1937-1945. أوكلت لها مهمة حماية حدود ألمانيا، للقيام بواجبات حرس الحدود والجمارك والهجرة.

## التاريخ
نشأت في أوائل القرن التاسع عشر كوحدة لفرض الرسوم الجمركية في الحكومة البروسية. أعيد تنظيمها في عام 1919 في عهد جمهورية فايمار في أعقاب الحرب العالمية الأولى، وأصبحت تدريجيا أكثر عسكرية وتحولت إلى قوة شبه عسكرية، وأيضا بسبب المشاكل الاقتصادية للحصار والتضخم والكساد الكبير.
في ألمانيا النازية تم تشكيلها مرة أخرى في عام 1937 من قبل فريتز راينهارت، وزير الدولة بوزارة المالية. حاول هاينريش هيملر وضعها تحت سيطرة شوتزشتافل، والتي لم تنجح في البداية. خلال الحرب، استخدمت الوحدات في الأراضي المحتلة خارج ألمانيا. في يوليو 1944، تم وضعهم تحت سيطرة هيملر وقوات الأمن الخاصة. تم إلغاء تنشيطها في نهاية الحرب العالمية الثانية في أوروبا عندما تم تقسيم ألمانيا.

## درجات
| شارة طوق | شارة الكتف | تصنيف ZGS                                                                                         | ترجمة                             | ما يعادل هير                  |
| -------- | ---------- | ------------------------------------------------------------------------------------------------- | --------------------------------- | ----------------------------- |
|          |            | Generalinspekteur des Zollgrenzschutzes                                                           | المفتش العام لحرس الحدود الجمركية | Generalleutnant               |
|          |            | Ministerialrat                                                                                    |                                   | Oberst                        |
|          |            | Oberregierungsrat                                                                                 |                                   | Oberstleutnant                |
|          |            | Zollamtmann </br> Zollrat </br> Oberzollrat </br> Regierungsrat                                   |                                   | رائد                          |
|          |            | Oberzollinspektor </br> Regierungsassessor </br> Regierungsrat </br> مع أقل من ثلاث سنوات في الصف |                                   | هاوبتمان                      |
|          |            | Zollinspektor                                                                                     | مفتش الجمارك                      | ملازم فرعي                    |
|          |            | Oberzollsekretär                                                                                  | سكرتير جمركي كبير                 | Leutnant                      |
|          |            | Zollsekretär </br> Hilfzollsekretär                                                               | وزير الجمارك                      | Stabsfeldwebel                |
|          |            | Zollassistent </br> Hilfzollassistent                                                             | مساعد جمركي                       | Oberfeldwebel                 |
|          |            | Zollbetriebsassistent </br> Hilfszollbetriebsassistent                                            | مساعد عمليات الجمارك              | Feldwebel                     |
|          |            | Zolloberwachtmeister                                                                              | رقيب أول جمرك                     | Unteroffizier                 |
|          |            | Zollwachtmeister                                                                                  | رقيب جمركي                        | Gefreiter </br> Obergefreiter |
|          |            | Zollgrenzangestellter                                                                             | موظف جمركي على الحدود             | Schütze                       |